# بيت يرام (بني مطر)

تعديل مصدري - تعديل

بيت يرام هي إحدى قرى عزلة شهاب الأعلى بمديرية بني مطر التابعة لمحافظة صنعاء، بلغ تعداد سكانها 171 نسمة حسب تعداد اليمن لعام 2004.